# Vinon
Vinon település Franciaországban, Cher megyében. Lakosainak száma 297 fő (2022. január 1.). Vinon Bué, Feux, Gardefort, Saint-Bouize, Sancerre, Thauvenay és Veaugues községekkel határos.

## Népesség
A település népessége az elmúlt években az alábbi módon változott:
| Lakosok száma | 269  | 271  | 313  | 268  | 302  | 308  | 297  | 292  | 294  | 297  |
|               | 1968 | 1982 | 1990 | 2006 | 2013 | 2015 | 2017 | 2019 | 2020 | 2022 |